# Stångby mosses naturreservat
Stångby mosse är ett naturreservat i Stångby och Västra Hoby socknar i Lunds kommun i Skåne.
Stångby Mosse omfattar Stångby och Hoby mosse samt Hoby backar. Området utformades under istidens slutskede, då ett biflöde till den så kallade Kävlingefloden ureroderade dalgången. I den sydvästra delen har den till största delen överlagrats med kärrtorv.
Stångby mosse är i egentlig mening ett kärr, då det bildats genom att vatten översilat markytan. Det är ett av de sista bevarade extremrikkärren i sydvästra Skåne och har ett stort botaniskt värde.
Idag präglas området av igenväxningspartier i olika stadier samt betesmarker.

## Flora och fauna
Området är mycket artrikt och inte mindre än 13 videarter har påträffats, bland annat det sällsynta blekvidet (Salix hastata). På de kalkrika fuktängarna och i rikkärren växer ett flertal ovanliga orkidéarter som honungsblomster (Herminium monochis), kärrknipprot (Epipactus palastris) och gulyxne (Liparis loeselii).